# Makoto Iwamatsu
Makoto Iwamatsu dit Mako est un acteur japonais né le 10 décembre 1933 à Kōbe (Japon) et mort le 21 juillet 2006 à Somis (États-Unis).
Son rôle de Po-han dans La Canonnière du Yang-Tse (1966) lui vaut une nomination pour l'Oscar du meilleur acteur dans un second rôle. Il tient également le rôle de l'enchanteur dans les films Conan le Barbare (1982) et Conan le Destructeur (1984).
Présent au théâtre, il est un des fondateurs de la compagnie théâtrale East West Players (en). En 1976, il obtient une nomination aux Tony Awards dans la catégorie du meilleur acteur dans une comédie musicale pour la pièce Pacific Overtures.
Vers la fin de sa carrière, il connait une certaine notoriété pour ses rôles dans l'animation, étant notamment l'interprète du démon Aku dans les quatre premières saisons de la série Samouraï Jack (2001-2004), ainsi que celui d'Iroh dans les deux premières saisons de la série Avatar, le dernier maître de l'air (2005-2006).
Makoto Iwamatsu meurt des suites d'un cancer de l'œsophage le 21 juillet 2006.
Parmi ses apparitions posthumes, il apparait en 2007 dans le film d'horreur Rise et prête sa voix à maître Splinter dans le film d'animation TMNT : Les Tortues ninja. Également, l'acteur Greg Baldwin reprend ses rôles d'Iroh et d'Aku.

## Biographie

### Jeunesse
Makoto Iwamatsu est né le 10 décembre 1933 à Kobe, au Japon.
Ses parents partent à New York aux États-Unis en 1939, le laissant aux soins de ses grands-parents,.
Makoto Iwamatsu émigre aux États-Unis en 1949[réf. nécessaire] et étudie l'architecture à l'Institut Pratt. Durant son service militaire au début des années 1950, il se découvre une passion pour le théâtre et s'entraîne par la suite au Pasadena Playhouse (en). Il obtient la nationalité américaine en 1956.

### Carrière
Il décroche son premier rôle au cinéma dans La Proie des vautours (1959).
Frustré par les possibilités limitées offertes aux acteurs d'origine asiatique, il contribue à fonder East West Players (en), l'une des premières compagnies théâtrales pour acteurs et metteurs en scène d'origine asiatique, à Los Angeles en 1965,. Jusqu'en 1989, il y officie comme directeur artistique.
En 1967, il est nommé à l'Oscar du meilleur acteur dans un second rôle pour son rôle de Po-han dans La Canonnière du Yang-Tse (The Sand Pebbles).
Au théâtre, il fait ses débuts à Broadway en 1976, dans la comédie musicale Pacific Overtures, pour laquelle il obtient une nomination dans la catégorie du meilleur acteur dans une comédie musicale lors de la 30e cérémonie des Tony Awards.
Il joue notamment des rôles secondaires dans Le Maître des îles (1970), Tueur d'élite (1975), Soleil levant (1993), Highlander 3 (1995), ou encore Sept ans au Tibet (1997). Secondant Arnold Schwarzenegger dans le rôle titre, il tient le rôle de l'enchanteur dans le film Conan le Barbare de John Milius en 1982, rôle qu'il reprend en 1984 dans Conan le Destructeur de Richard Fleischer,.
En 1994, il reçoit son étoile sur le Walk of Fame.
En 2001, il tient le rôle de l'amiral Isoroku Yamamoto dans le film Pearl Harbor de Michael Bay.
De 2001 à 2004, il prête sa voix au démon Aku, le principal antagoniste de la série d'animation Samouraï Jack de Genndy Tartakovsky. Il reprend le personnage en 2004 dans le jeu vidéo Samurai Jack: The Shadow of Aku (en).
De 2005 à 2006, il prête sa voix à Iroh pour les deux premières saisons de la série télévisée d'animation Avatar, le dernier maître de l'air.
Peu avant sa mort, il enregistre la voix de Splinter dans le film d'animation TMNT : Les Tortues ninja qui sort en mars 2007. Il apparait également dans le film d'horreur Rise de Sebastian Gutierrez.
L'acteur est remplacé par Greg Baldwin pour la dernière saison de la série Avatar, le dernier maître de l'air, ainsi que dans la cinquième saison de la série Samouraï Jack qui est diffusée en 2017,.

### Vie privée
Marié à l'actrice Shizuko Hoshi, il est le père de deux filles.

### Mort
Makoto Iwamatsu meurt chez lui à Somis, des suites d'un cancer de l'œsophage le 21 juillet 2006, à l'âge de 72 ans.

## Filmographie

### Cinéma
- 1966 : La Canonnière du Yang-Tse : Po-Han
- 1968 : Quatre Bassets pour un danois : Kenji
- 1970 : Le Maître des îles : Mun Ki
- 1971 : Silence (沈黙, Chinmoku?) de Masahiro Shinoda : Kichijiro
- 1974 : L'Île sur le toit du monde de Robert Stevenson : Oomiak
- 1975 : Tueur d'élite : Yuen Chung
- 1980 : Le Chinois : Herbert
- 1981 : Dent pour Dent : James Chan
- 1982 : Conan le Barbare : l'Enchanteur
- 1984 : Conan le Destructeur : l'Enchanteur Akiro
- 1986 : Armés pour répondre : Akira Tanaka
- 1988 : Tucker : Jimmy Sakuyama
- 1990 : Filofax (Taking Care of Business) d'Arthur Hiller : M. Sakamoto
- 1991 : Fenêtre sur Pacifique : Toshio Watanabe
- 1991 : L'Arme parfaite : Kim
- 1992 : Sidekicks : M. Lee
- 1993 : Robocop 3 : Kanemitsu
- 1993 : Soleil levant (Rising Sun) de Philip Kaufman : Yoshida-san
- 1995 : La revanche des arts martiaux  (A dangerous place) : Sensei
- 1995 : Crying Freeman : Shido Shimazaki
- 1995 : Highlander 3 (Highlander III: The Sorcerer) d'Andrew Morahan : Nakano
- 1997 : Sept ans au Tibet : Kungo Tsarong
- 1998 :  The bird people in china  : Shen
- 2001 : Pearl Harbor : l'amiral Yamamoto
- 2003 : Le gardien du manuscrit sacré : M. Kojima
- 2005 : Mémoires d'une geisha (Memoirs of a Geisha) de Rob Marshall : Sakamoto
- 2007 : TMNT : Les Tortues Ninja : Maître Splinter (animation)
- 2007 : Rise de Sebastian Gutierrez : le majordome de Bishop

### Télévision
- 1978 : Columbo : M. Ozu (saison 7, épisode 2)
- 1978-1979 : L'Incroyable Hulk : Li Sung (saison 2, épisodes 7 et 18)
- 1979 : Wonder Woman : M. Brown (saison 3, épisode 13)
- 1983 : Magnum : Tozan (saison 3, épisode 14)
- 1987 : L'Enfer du devoir : Tran (saison 1, épisode 5)
- 1996-2003 : Le Laboratoire de Dexter : le narrateur (animation, 11 épisodes)
- 1997 et 2000 : Walker, Texas Ranger : Dr Henry Lee (saison 5, épisode 21) et Edward Song (saison 8, épisode 18)
- 1999 : Le Flic de Shanghai : Maïtre Reng (saison 1, épisode 21 et 22)
- 1999 : Sept à la maison : Henry Muranaka (saison 4, épisode 9)
- 2001 : Diagnostic : Meurtre : Lee Moy (saison 8, épisode 18)
- 2001-2004 : Samuraï Jack : Aku (animation, 1er voix, saisons 1 à 4, 24 épisodes)
- 2003 : Black Sash : Maître Li (saison 1, 6 épisodes)
- 2003 : Charmed : Le marchand (saison 6, épisode 5)
- 2003 : Quoi d'neuf Scooby-Doo ? : l'ancien (animation, saison 2, épisode 1)
- 2003-2005 : Duck Dodgers : Happy Cat et Ah-Choo (animation, 3 épisodes)
- 2004 : Billy et Mandy, aventuriers de l'au-delà : le narrateur (animation saison 3, épisode 11)
- 2005 : Monk : Maître Zee (saison 3, épisode 11)
- 2005 : Mega Robot Super Singes Hyperforce Go ! : Maître Offay (animation saison 3, épisode 8)
- 2005-2006 : Avatar : Le dernier maître de l'air : Iroh (animation, 1er voix, saisons 1 et 2, 30 épisodes) et le Dragon Rouge (animation, saison 2, épisode 18)

## Ludographie
- 2003 : Lionheart: Legacy of the Crusader : Grumdjum
- 2003 : True Crime: Streets of LA : le général Han Yu Kim
- 2003 : Medal of Honor: Rising Sun : le commandant Masataka Shima
- 2003 : Secret Weapons Over Normandy : Imperial Japanese
- 2004 : Samurai Jack: The Shadow of Aku (en) : Aku
- 2004 : Wrath Unleashed (en) : le narrateur

## Spectacle
- 1998 : Alegrìa de Franco Dragone